# Agalenocosa gentilis
Agalenocosa gentilis är en spindelart som beskrevs av Cândido Firmino de Mello-Leitão 1944. 
Agalenocosa gentilis ingår i släktet Agalenocosa och familjen vargspindlar. Inga underarter finns listade i Catalogue of Life.